# Audiovisual Sport
Audiovisual Sport (AVS) és una empresa espanyola dedicada a comprar, gestionar, explotar i administrar els drets de la Lliga Espanyola i La Copa del Rei.
L'empresa va ser creada el 1997 agrupant els tres grans propietaris dels drets de Futbol Espanyol, és a dir, Sogecable (40%), Telefónica de contenidos (filial de Telefónica) (40%), i la televisió del govern català (Corporació Mitjans Audiovisuals de Catalunya, o CCMA) (20%).
La comissió europea va decidir investigar l'empresa pel suposat monopoli que tenien sobre els drets del futbol espanyol. La sentència es va resoldre el 2003.
El 2003 Sogecable va comprar les accions de telefònica per tant augmentant fins al 80% la participació en l'empresa.
El 2007 va sorgir un conflicte perquè suposadament Mediapro no havia pagat a AVS.